# Aubure
Aubure (en allemand Altweier) est une commune française de moyenne montagne située dans la circonscription administrative du Haut-Rhin et, depuis le 1er janvier 2021, dans le territoire de la Collectivité européenne d'Alsace, en région Grand Est. Elle fait partie du massif des Vosges.
Cette commune se trouve dans la région historique et culturelle d'Alsace.

## Géographie

### Localisation

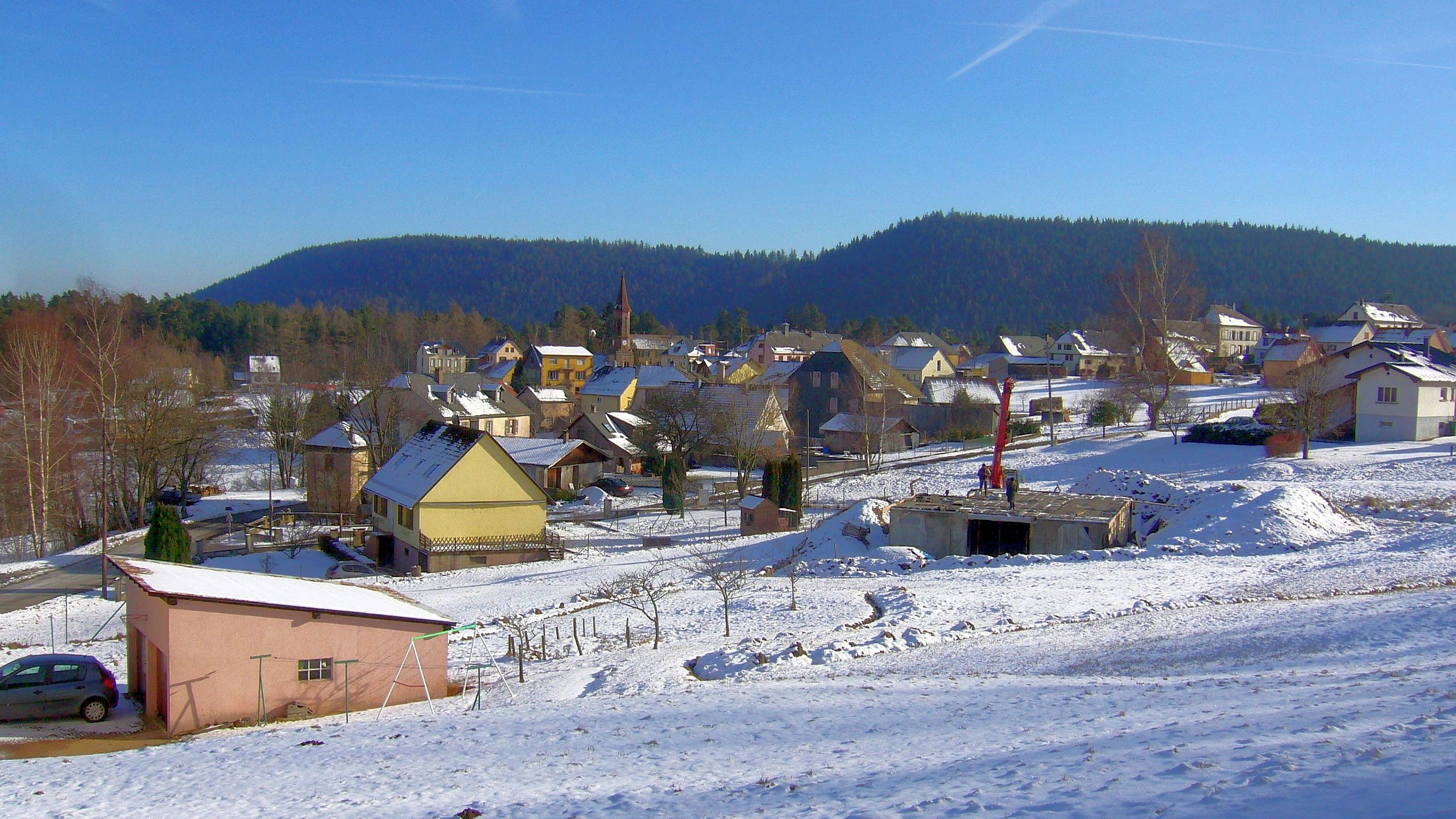
Vue sur le centre du village en hiver.

Aubure, située à plus de 800 mètres d'altitude, est la plus haute commune du département du Haut-Rhin et se trouve entre les villages de Sainte-Marie-aux-Mines, Fréland et Ribeauvillé. La commune fait partie du canton de Sainte-Marie-aux-Mines et de l'arrondissement de Colmar-Ribeauvillé. Le village est situé sur un plateau en forme de cuvette dominant la plaine d'Alsace avec vers l'est le village de Ribeauvillé, vers le sud Fréland, Lapoutroie, Orbey, Kaysersberg… et vers le nord Sainte-Marie-aux-Mines. La commune compte actuellement 357 habitants.
C'est une des 188 communes du parc naturel régional des Ballons des Vosges.
Fréland 6 km, Sainte-Marie-aux-Mines 12 km, Sainte-Croix-aux-Mines 16 km, Lapoutroie 12 km, Kaysersberg 14 km, Riquewihr 18 km, Lièpvre 22 km, Orbey 13 km, Ribeauvillé 12 km, Ammerschwihr 18 km, Rombach-le-Franc 20 km.
| Sainte-Marie-aux-Mines | Sainte-Marie-aux-Mines | Ribeauvillé |
| Fréland                | Aubure                 | Riquewihr   |
| Fréland                | Fréland                | Riquewihr   |

### Hydrographie
La commune est dans le bassin versant du Rhin au sein du bassin Rhin-Meuse. Elle est drainée par le Strengbach et le Muesbach,,.
Le Strengbach, d'une longueur de 17 km, prend sa source dans la commune  et se jette  dans la Fecht à Guémar, après avoir traversé cinq communes.

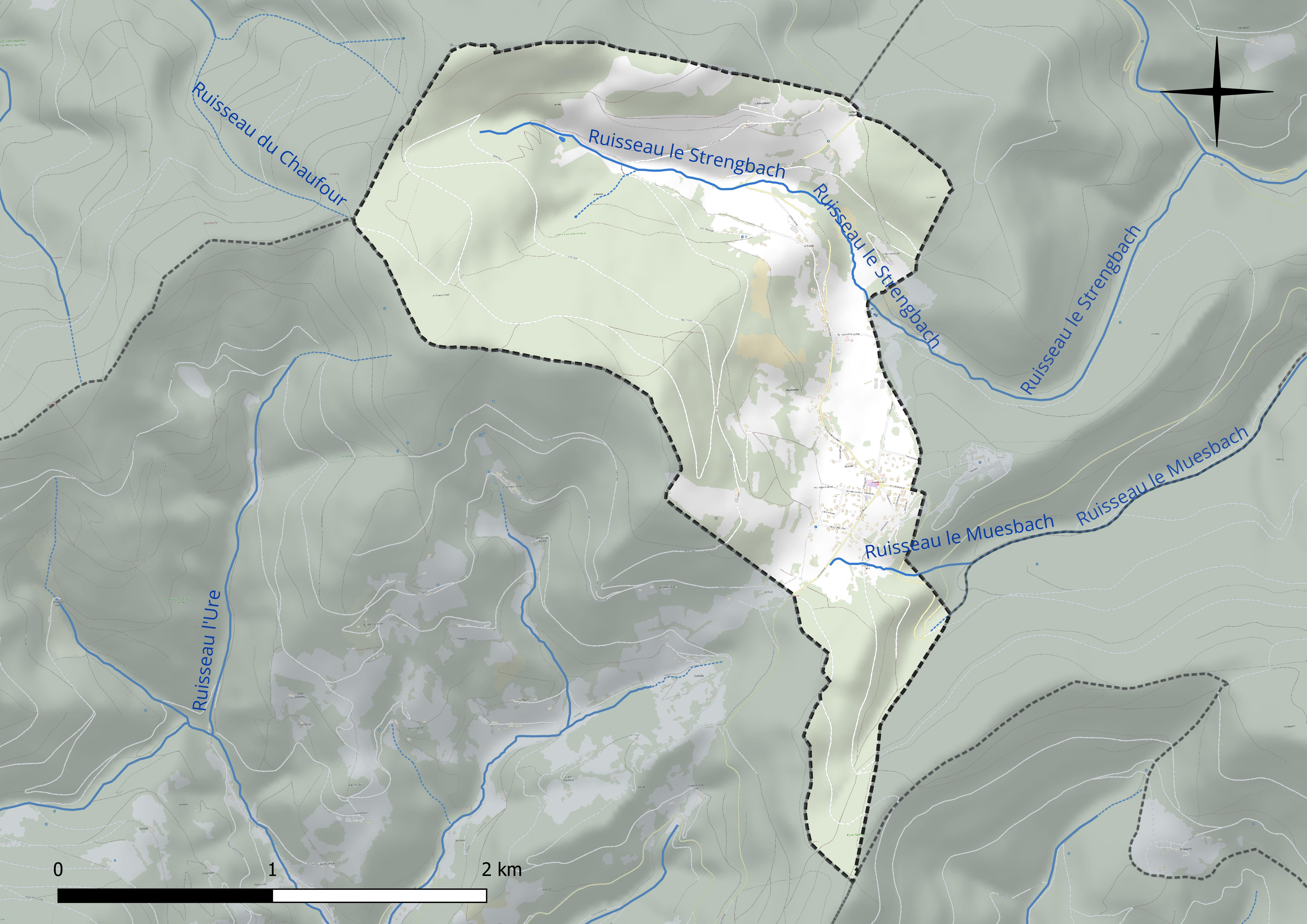
Réseau hydrographique d'Aubure.

### Climat
Pour des articles plus généraux, voir Climat du Grand Est et Climat du Haut-Rhin.
En 2010, le climat de la commune est de type climat de montagne, selon une étude du Centre national de la recherche scientifique s'appuyant sur une série de données couvrant la période 1971-2000. En 2020, Météo-France publie une typologie des climats de la France métropolitaine dans laquelle la commune est exposée à un climat semi-continental et est dans la région climatique Vosges, caractérisée par une pluviométrie très élevée (1 500 à 2 000 mm/an) en toutes saisons et un hiver rude (moins de 1 °C).
Pour la période 1971-2000, la température annuelle moyenne est de 8 °C, avec une amplitude thermique annuelle de 16,4 °C. Le cumul annuel moyen de précipitations est de 1 331 mm, avec 12,3 jours de précipitations en janvier et 11,3 jours en juillet. Pour la période 1991-2020, la température moyenne annuelle observée sur la station météorologique de Météo-France la plus proche, « Ribeau. - Verre », sur la commune de Ribeauvillé à 7 km à vol d'oiseau, est de 10,3 °C et le cumul annuel moyen de précipitations est de 994,9 mm. 
La température maximale relevée sur cette station est de 36,2 °C, atteinte le 25 juillet 2019 ; la température minimale est de −18,8 °C, atteinte le 20 décembre 2009,,.
Les paramètres climatiques de la commune ont été estimés pour le milieu du siècle (2041-2070) selon différents scénarios d'émission de gaz à effet de serre à partir des nouvelles projections climatiques de référence DRIAS-2020. Ils sont consultables sur un site dédié publié par Météo-France en novembre 2022.

## Urbanisme

### Typologie
Au 1er janvier 2024, Aubure est catégorisée commune rurale à habitat dispersé, selon la nouvelle grille communale de densité à sept niveaux définie par l'Insee en 2022.
Elle est située hors unité urbaine. Par ailleurs la commune fait partie de l'aire d'attraction de Colmar, dont elle est une commune de la couronne,. Cette aire, qui regroupe 95 communes, est catégorisée dans les aires de 50 000 à moins de 200 000 habitants,.

### Occupation des sols
L'occupation des sols de la commune, telle qu'elle ressort de la base de données européenne d’occupation biophysique des sols Corine Land Cover (CLC), est marquée par l'importance des forêts et milieux semi-naturels (64,9 % en 2018), une proportion identique à celle de 1990 (64,9 %). La répartition détaillée en 2018 est la suivante : forêts (64,9 %), zones agricoles hétérogènes (27,2 %), zones urbanisées (7,9 %). L'évolution de l’occupation des sols de la commune et de ses infrastructures peut être observée sur les différentes représentations cartographiques du territoire : la carte de Cassini (XVIIIe siècle), la carte d'état-major (1820-1866) et les cartes ou photos aériennes de l'IGN pour la période actuelle (1950 à aujourd'hui).

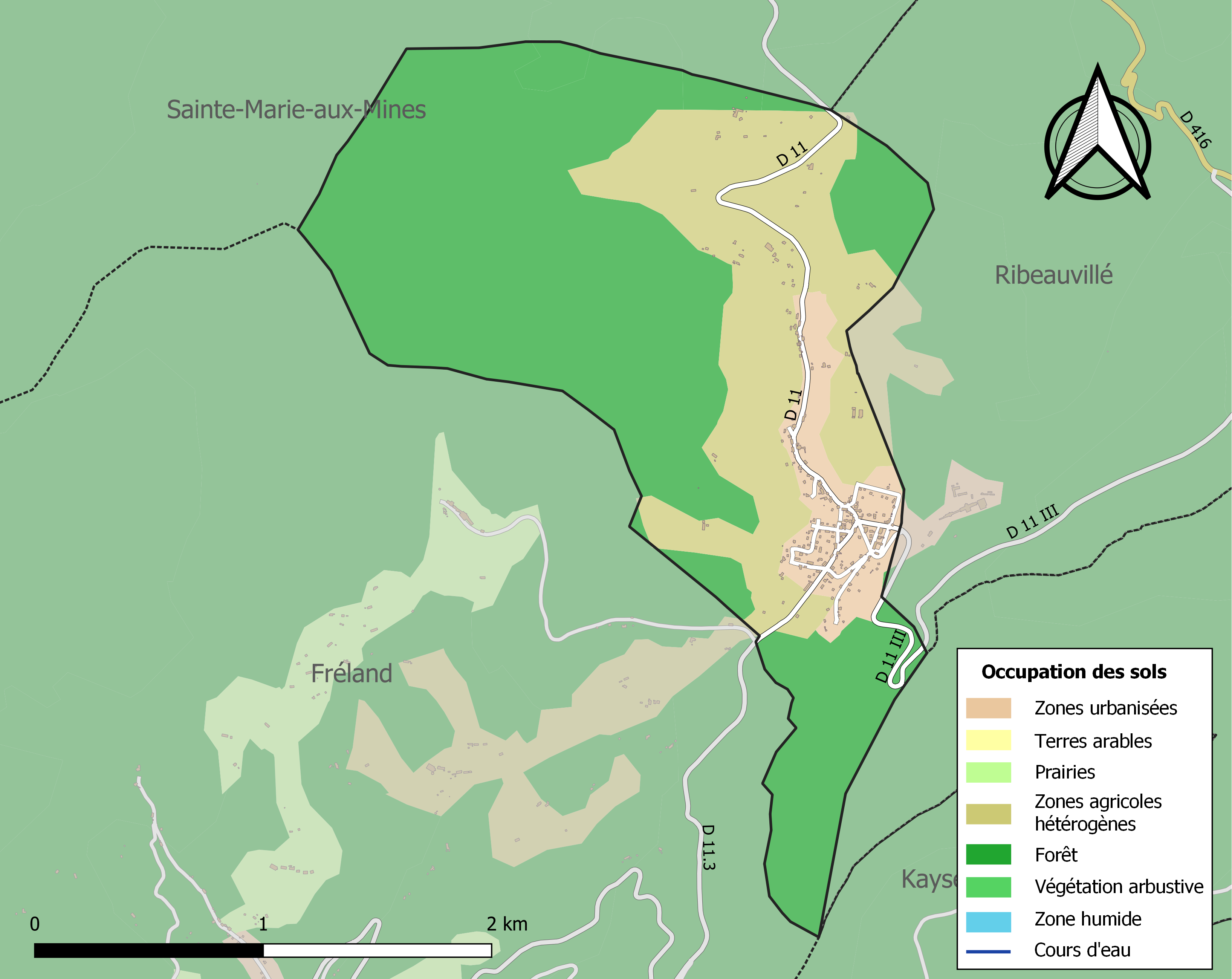
Carte des infrastructures et de l'occupation des sols de la commune en 2018 (CLC).

### Lieux-dits et écarts
- Eclin
- Hachy
- La Renardière
- Froide Fontaine
- La Ménère
- Le Haut Schluck
- Le Bas Schluck
- Kalbin
- Obermatten
- Larges champs

## Toponymie
Le nom de la localité est attesté sous la forme Altvillare avant le Xe siècle ; In Alburiis en 1265 (chronique de Richer de Senones) ; Altpur en 1300 (charte de l'abbaye de Pairis) ; Altpur en 1328 ; Alpurtal en 1441 ; Altweyer 1581 ; Altenwir 1710 ; Aubure en 1775.
En allemand : Altwihr, Altweyer, Altweier (1871-1918).
La commune se nomme Àltwihr en alsacien.

## Histoire

### Les débuts du village
Aubure appartient d'abord à la seigneurie de Riquewihr. Le village est mentionné en 1217. Le village passe ensuite aux comtes de Horbourg, puis il est racheté par les comtes de Wurtemberg en 1324. Un document de l'abbaye de Pairis de l'année 1328 signale qu'Altpur est chargé de lui payer des redevances. Le village est aussi mentionné  en 1472 dans l'Urbaire de Riquewihr. Un mayer administre le village. Un autre urbaire de 1522 indique qu'il n'existe pas d'église à Aubure et que les habitants allaient à Saint-Nicolas de Sylo. Vers 1472, la commune comprend 14 fermes qui appartiennent en fief au seigneur de Riquewihr, qui s'est adjoint un bailli charger de recouvrer les impôts payés le plus souvent en nature.

### La Réforme
La Réforme est introduite dès 1536 par Georges de Wurtemberg, et le premier temple protestant est construit en 1556. Il était situé à l'endroit où se trouve aujourd'hui la maison Berthel. En 1624, il n'y a plus qu'un seul catholique qui réside à Aubure.

### La guerre de Trente Ans
En 1635, la communauté d'Aubure est décimée par la peste et subit une destruction presque totale. Détruit pendant la guerre de Trente Ans, l'immigration d'une population welsch, de langue romane et de religion catholique est vivement encouragée par le roi de France, Louis XIV. Les rares fermiers encore en vie engagent des valets et des domestiques originaires de Fréland, de Lapoutroie et d'Orbey qui parlent le welche. Mais avec les mariages mixtes entre alsaciens et welches, le bilinguisme s'installe peu à peu. En 1685, le gouvernement français fit fermer l'église aux protestants qui fut rendue en 1685 aux catholiques.

### La seigneurie d'Aubure passe à Anne de Montbéliard
En 1686, le duc Georges de Montbéliard donna la seigneurie d'Aubure à sa fille Anne qui la posséda jusqu'à sa mort en 1723. Cette succession donna lieu à un procès entre la nièce de cette dernière et le duc de Wurtemberg; la sentence ne fut prononcée qu'en 1759, à l'avantage de la maison de Wurtemberg qui le conserva jusqu'en 1789.

### Le consistoire de Riquewihr s'implante à Aubure
En 1827, le consistoire de Riquewihr décida de nommer un pasteur à Aubure qui est en même temps instituteur. C'est dans une maison datant de 1731 que furent aménagés l'école et le presbytère. En 1828, le temple protestant fut ajouté à ce bâtiment, l'ensemble recouvrant alors une seule et même toiture surmontée d'un campanile. À partir de 1891, les protestants disposeront de leur propre cimetière et un nouveau presbytère fut élevé en 1895.

### LaSeconde Guerre mondiale
La commune a été décorée, le 11 novembre 1948, de la croix de guerre 1939-1945.

## Politique et administration

### Découpage territorial
La commune d'Aubure est membre de la communauté de communes du Pays de Ribeauvillé, un établissement public de coopération intercommunale (EPCI) à fiscalité propre créé le 30 mai 1996 dont le siège est à Ribeauvillé. Ce dernier est par ailleurs membre d'autres groupements intercommunaux.
Sur le plan administratif, elle est rattachée à l'arrondissement de Colmar-Ribeauvillé, à la circonscription administrative de l'État du Haut-Rhin, en tant que circonscription administrative de l'État, et à la région Grand Est.
Sur le plan électoral, elle dépendait jusqu'en 2020 du  canton de Sainte-Marie-aux-Mines pour l'élection des conseillers départementaux au sein du conseil départemental du Haut-Rhin. Depuis le 1er janvier 2021, elle dépend du même canton pour l'élection des conseillers d'Alsace au sein de la collectivité européenne d'Alsace.

### Budget et fiscalité 2014
En 2014, le budget de la commune était constitué ainsi :
- total des produits de fonctionnement : 510 000 €, soit 1 337 € par habitant ;
- total des charges de fonctionnement : 553 000 €, soit 1 425 € par habitant ;
- total des ressources d'investissement : 220 000 €, soit 566 € par habitant ;
- total des emplois d'investissement : 111 000 €, soit 285 € par habitant ;
- endettement : 362 000 €, soit 934 € par habitant.

Avec les taux de fiscalité suivants :
- taxe d'habitation : 17,87 % ;
- taxe foncière sur les propriétés bâties : 12,06 % ;
- taxe foncière sur les propriétés non bâties : 52,25 % ;
- taxe additionnelle à la taxe foncière sur les propriétés non bâties : 50,60 % ;
- cotisation foncière des entreprises : 20,12 %.

### Liste des maires
| Période                                  | Période                   | Identité                                        | Étiquette           | Qualité                                                       |
| ---------------------------------------- | ------------------------- | ----------------------------------------------- | ------------------- | ------------------------------------------------------------- |
| 1986                                     | juin 1995                 | Guy Kletty,                                     |                     | élu maire à Saint-Vincent-les-Forts (04) en 2014              |
| juin 1995                                | mars 2014                 | Claude Humbrecht                                | SE                  |                                                               |
| mars 2014                                | En cours (au 31 mai 2020) | Marie-Paule Gay Réélue pour le mandat 2020-2026 | ex-PS, ex-Résistons | Professeure des écoles, suppléante du député MoDem Hubert Ott |
| Les données manquantes sont à compléter. |                           |                                                 |                     |                                                               |

### Jumelages
Aubure est jumelée avec :
- Surville (Calvados) (France) depuis le 11 novembre 2000[28]

## Équipements et services publics

### Sanatorium

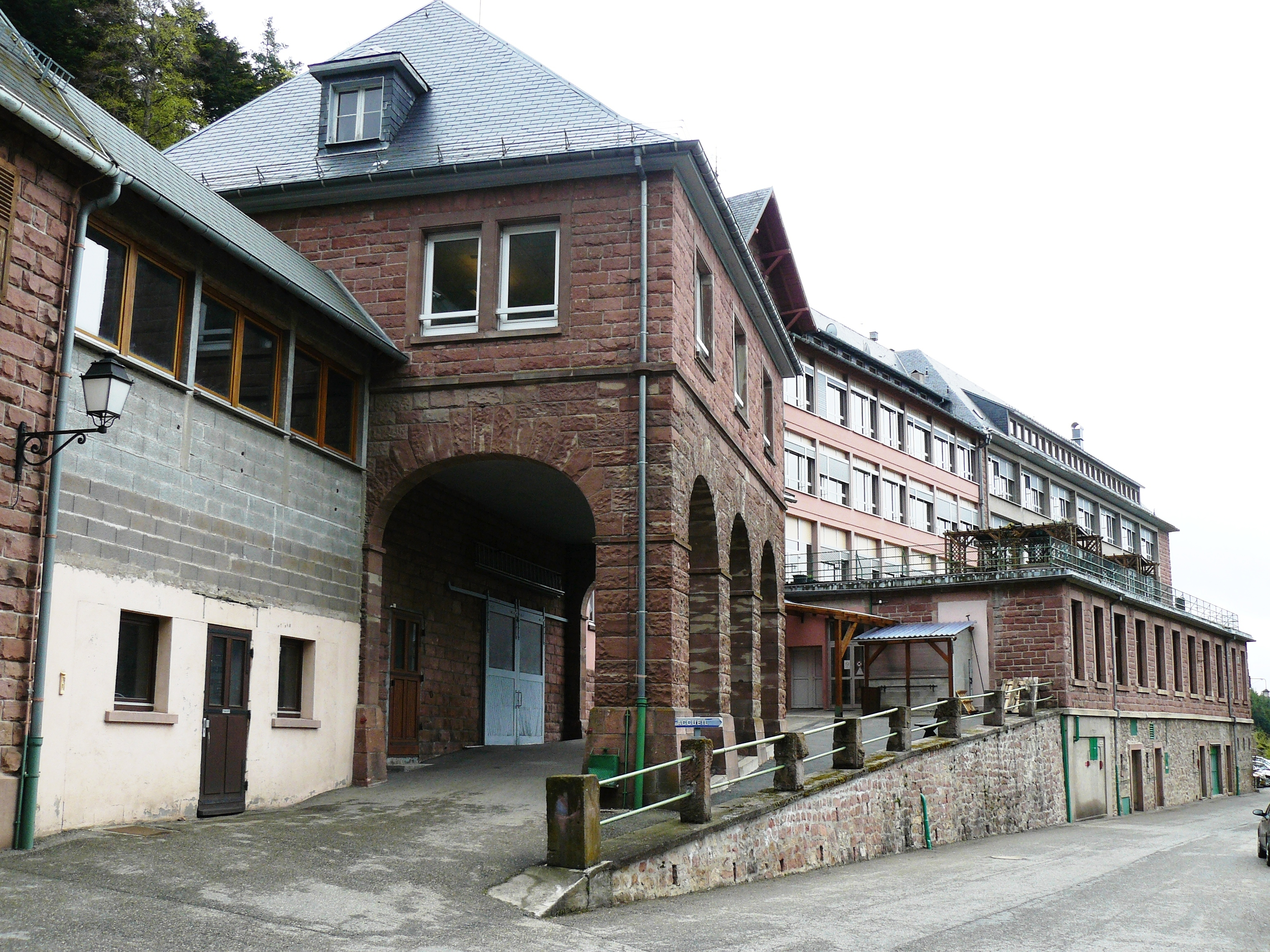
Maison de repos de Salem à Aubure.

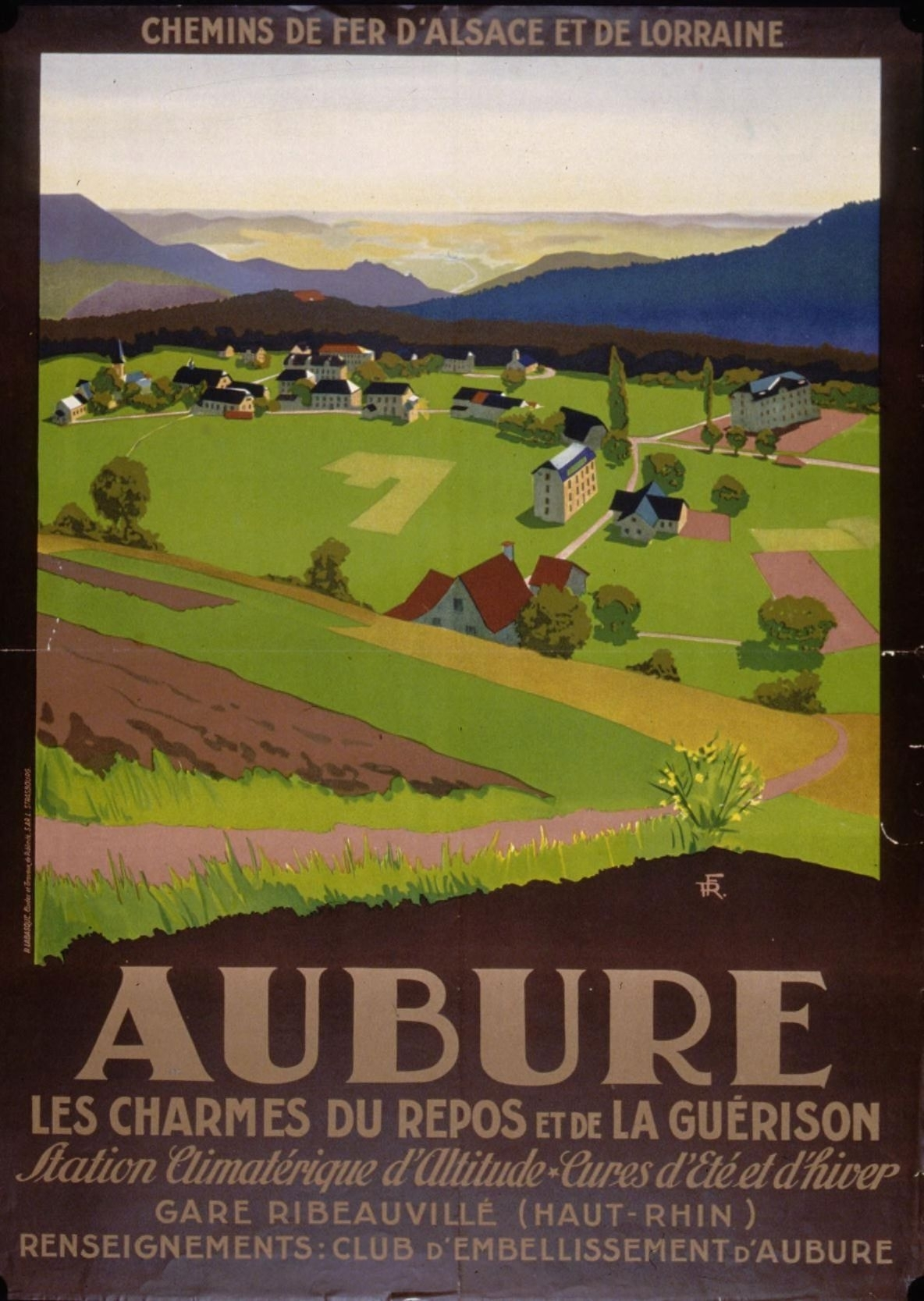
« Aubure, les charmes du repos et de la guérison ».

À l'ouest d'Aubure s'élève le Sanatorium Salem appartenant à la Sécurité sociale de Strasbourg qui sert surtout de maison de convalescence et de rééducation fonctionnelle. Dans le bas du village est situé un autre établissement de rééducation, au lieu-dit du Muesberg (banc de Ribeauvillé). Ces deux établissements font vivre une grande partie de la population. L'établissement de cure du Salem est en réalité situé sur le banc communal de Fréland, au lieu-dit « Pierreusegoutte », à une altitude de 900 mètres, à 2 km du village d'Aubure.
Le site a été sélectionné en 1889 pour son air pur et vivifiant, et sa protection des vents. Au début de son existence, l'établissement porte le nom de Sanatorium d'Urbach-Fréland, près d'Aubure. Le chemin d'accès se fait par le col de Fréland (831 m d'altitude), à la sortie d'Aubure. Les travaux ont débuté en  août 1889 sous la direction de deux architectes strasbourgeois, Brion et Beminger. Les bâtiments sont financés en partie par un prêt hypothécaire accordé par l'« Actiengesellschaft für Boden
und Communal Kredit » (Crédit foncier d'Alsace et de Lorraine). Des investisseurs privés soutiennent financièrement le projet.
Le 18 février 1893, les bâtiments sont acquis par les diaconesses de Strasbourg de confession protestante, qui leur sert de lieu de vacances et de cure jusqu'en août 1914. En 1903, le Sanatorium est rebaptisé Sanatorium Salem. En 1920, le sanatorium est racheté par la Caisse d'Assurance des Employés, une des caisses d'assurances sociales de l'époque. Depuis, le sanatorium change plusieurs fois de propriétaires  et subit des transformations modifiant  sensiblement son aspect extérieur et intérieur. La maison de repos et de rééducation de Salem a fermé ses portes en 2011. Le bâtiment sera vendu.

## Population et société

### Démographie
L'évolution du nombre d'habitants est connue à travers les recensements de la population effectués dans la commune depuis 1793. Pour les communes de moins de 10 000 habitants, une enquête de recensement portant sur toute la population est réalisée tous les cinq ans, les populations de référence des années intermédiaires étant quant à elles estimées par interpolation ou extrapolation. Pour la commune, le premier recensement exhaustif entrant dans le cadre du nouveau dispositif a été réalisé en 2007.

En 2022, la commune comptait 357 habitants, en évolution de −0,28 % par rapport à 2016 (Haut-Rhin : +0,66 %, France hors Mayotte : +2,11 %).
| 1793 | 1800 | 1806 | 1821 | 1831 | 1836 | 1841 | 1846 | 1851 |
| ---- | ---- | ---- | ---- | ---- | ---- | ---- | ---- | ---- |
| 249  | 280  | 312  | 310  | 330  | 346  | 355  | 313  | 353  |

| 1856 | 1861 | 1866 | 1871 | 1875 | 1880 | 1885 | 1890 | 1895 |
| ---- | ---- | ---- | ---- | ---- | ---- | ---- | ---- | ---- |
| 321  | 344  | 353  | 311  | 293  | 293  | 280  | 311  | 301  |

| 1900 | 1905 | 1910 | 1921 | 1926 | 1931 | 1936 | 1946 | 1954 |
| ---- | ---- | ---- | ---- | ---- | ---- | ---- | ---- | ---- |
| 278  | 268  | 295  | 225  | 256  | 415  | 428  | 388  | 398  |

| 1962 | 1968 | 1975 | 1982 | 1990 | 1999 | 2006 | 2007 | 2012 |
| ---- | ---- | ---- | ---- | ---- | ---- | ---- | ---- | ---- |
| 286  | 331  | 312  | 293  | 372  | 400  | 407  | 407  | 355  |

| 2017 | 2022 | - | - | - | - | - | - | - |
| ---- | ---- | - | - | - | - | - | - | - |
| 360  | 357  | - | - | - | - | - | - | - |

## Économie

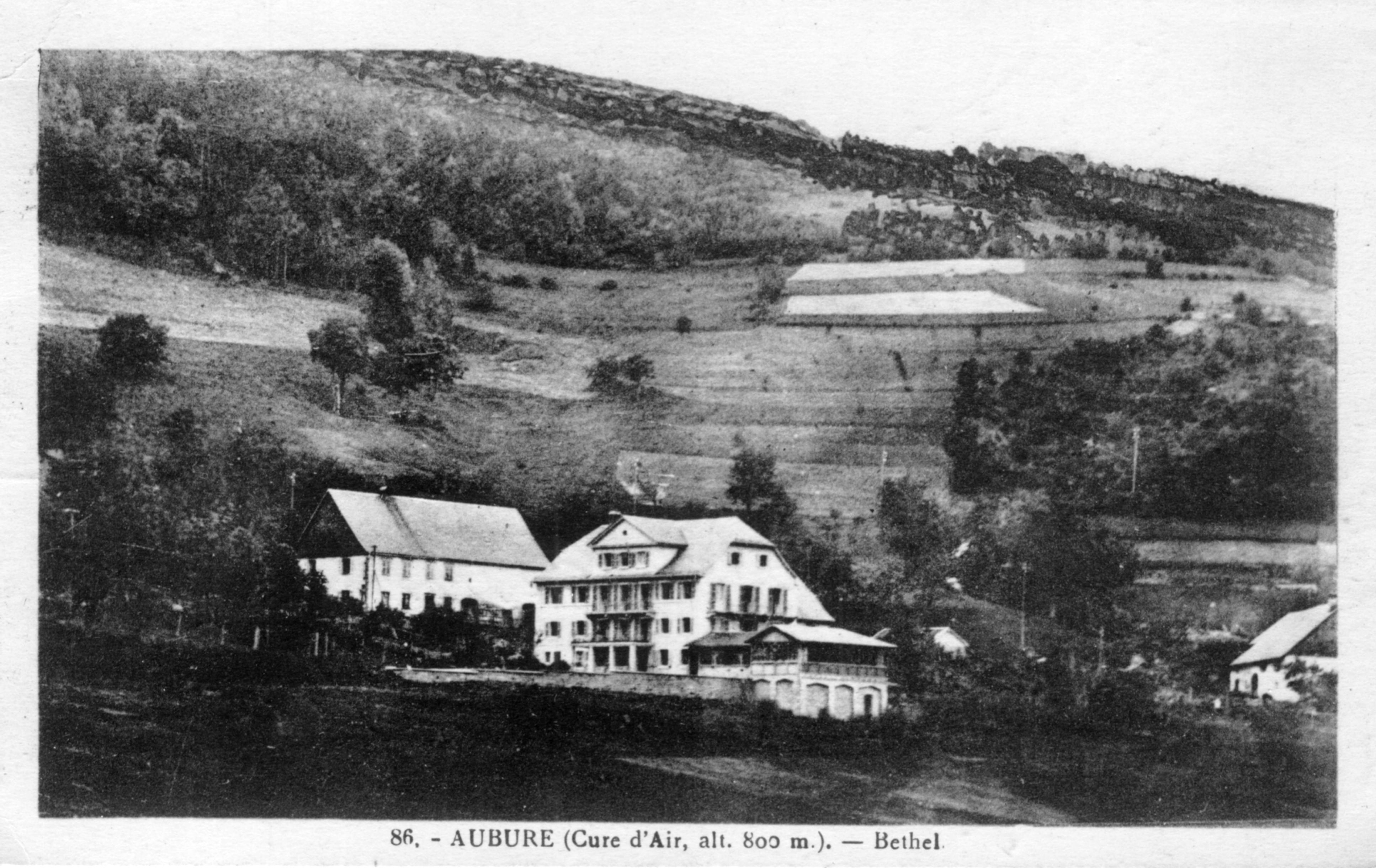
Aubure. Carte postale ancienne.
J. Kuntz, éditeur - Soultz (Haut-Rhin).

Ce village de montagne vit essentiellement de l'agriculture et à partir du XIXe siècle de l'agriculture et du tissage à domicile pour le compte des industriels de Sainte-Marie-aux-Mines. Son climat est propice à l'installation de sanatorium. Depuis la fin du XXe siècle, le tourisme vert se développe avec succès. La situation d'Aubure a privilégié dès la fin du XIXe siècle l'installation de résidences secondaires. Il existe actuellement à Aubure un grand centre de cure (le Muesberg) étant situé sur les terres qui sont communes avec Ribeauvillé, bien que situées tout près d'Aubure.
Le territoire de la commune comprend de vastes étendues de forêts communales qui représentent une importante source de revenus pour les habitants d'Aubure. Aubure se divise aujourd'hui en deux parties, celle du bas est habitée par des protestants au dialecte alsacien, celle du haut par des catholiques au patois vosgien français.
Aubure dispose de différents commerces locaux qui assurent le ravitaillement de la population et des vacanciers. Il existait un camping communal, mais c'est un gîte à présent, des chambres d'hôtes, des appartements meublés, un gîte d'étape ainsi que des restaurants et tables d'hôtes. Deux gîtes équestres complètent la panoplie des différents accueils.

## Culture locale et patrimoine

### Lieux et monuments

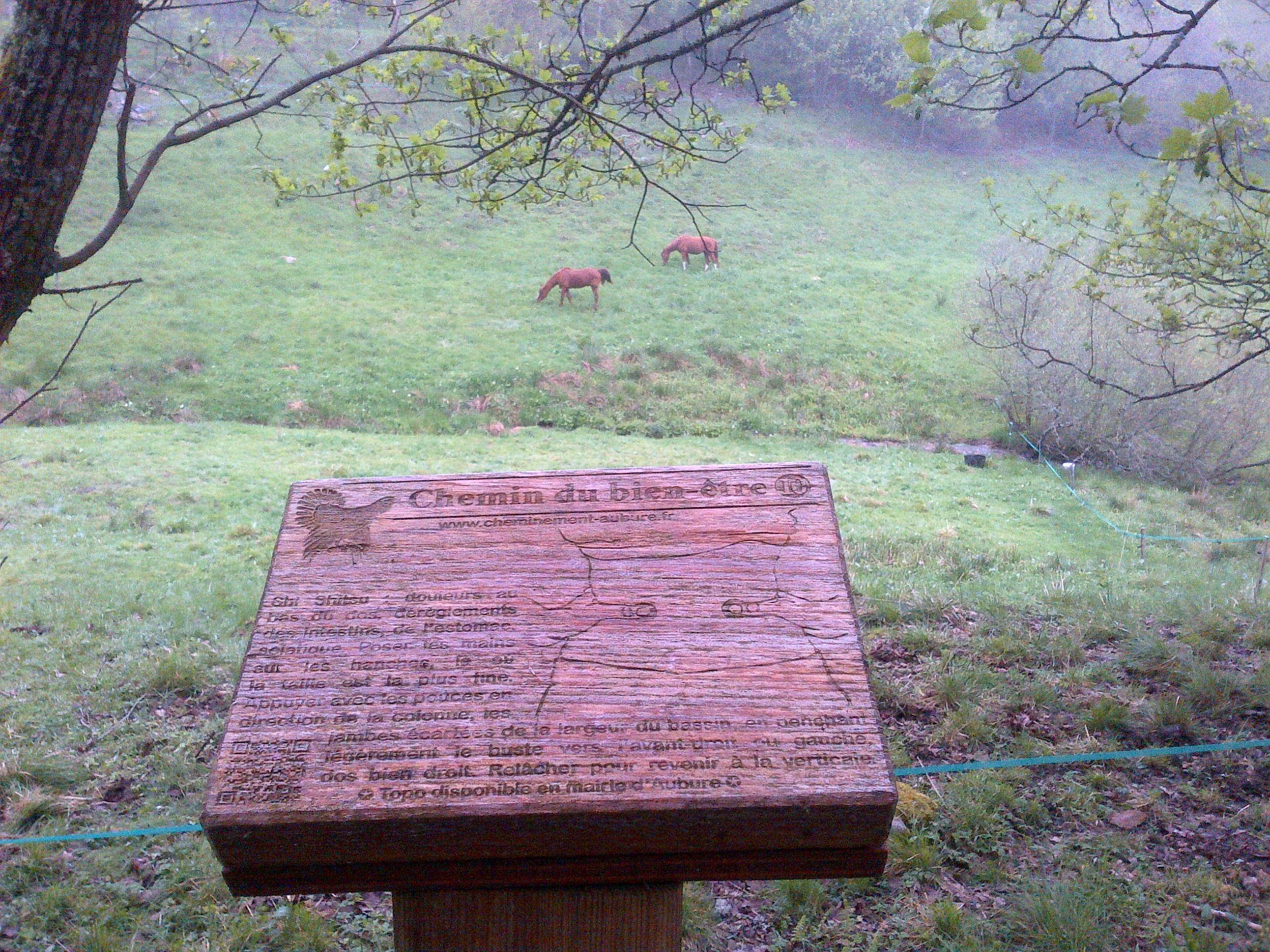
Chevaux et chemin du bien être.

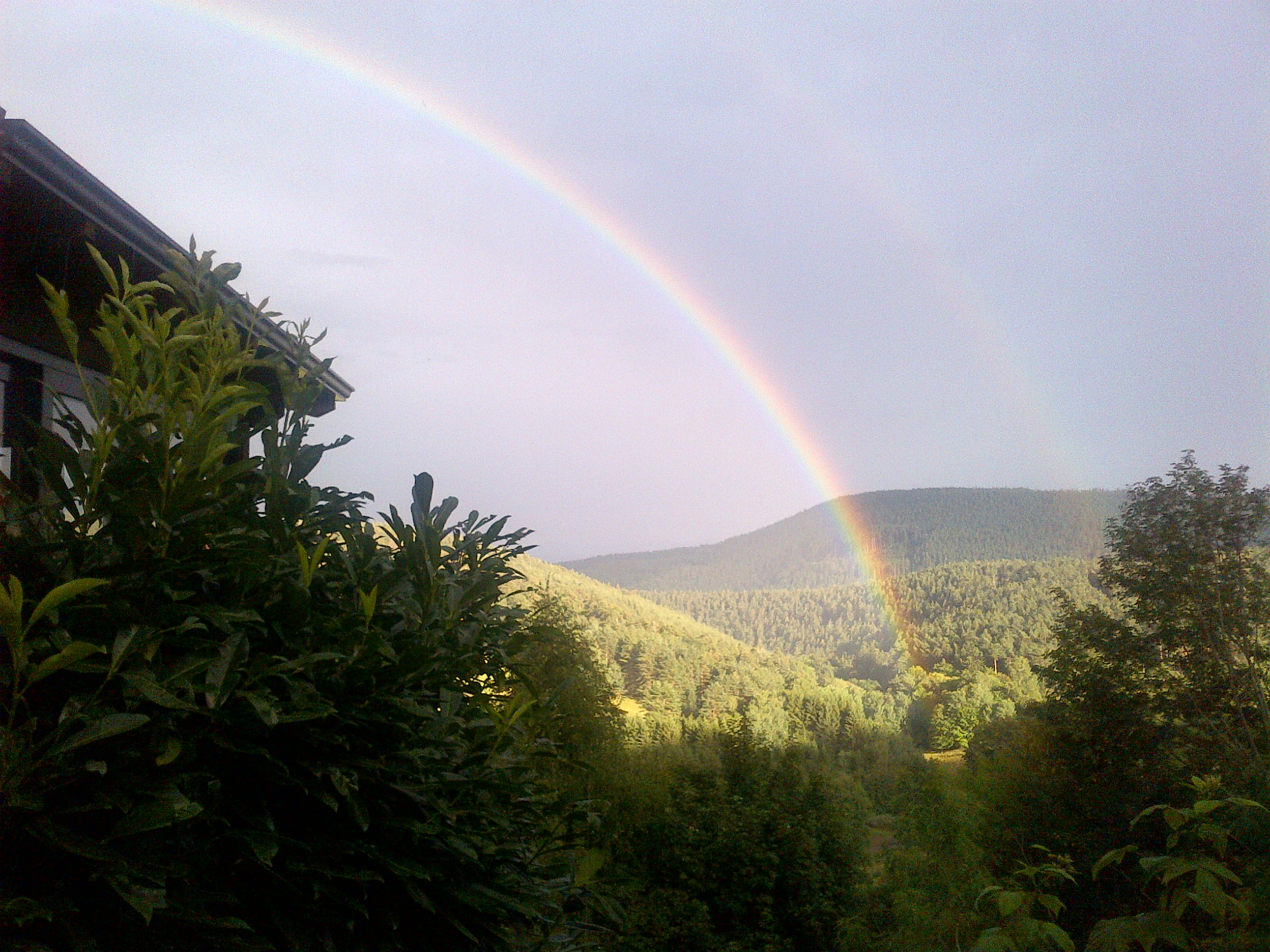
Arc en ciel à Aubure.

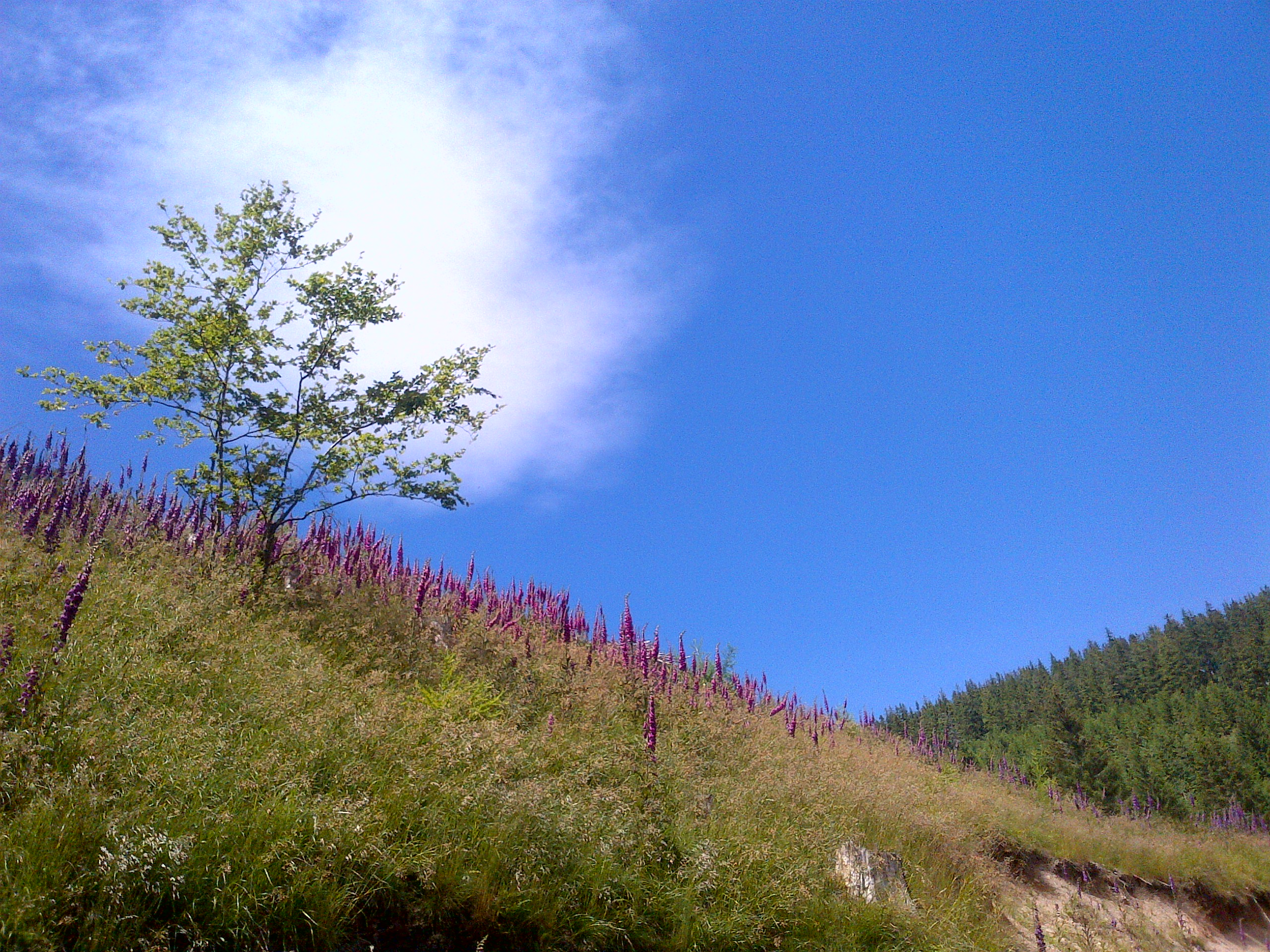
Forêt et digitales.

#### Patrimoine religieux

##### Église Saint Jacques-le-Majeur

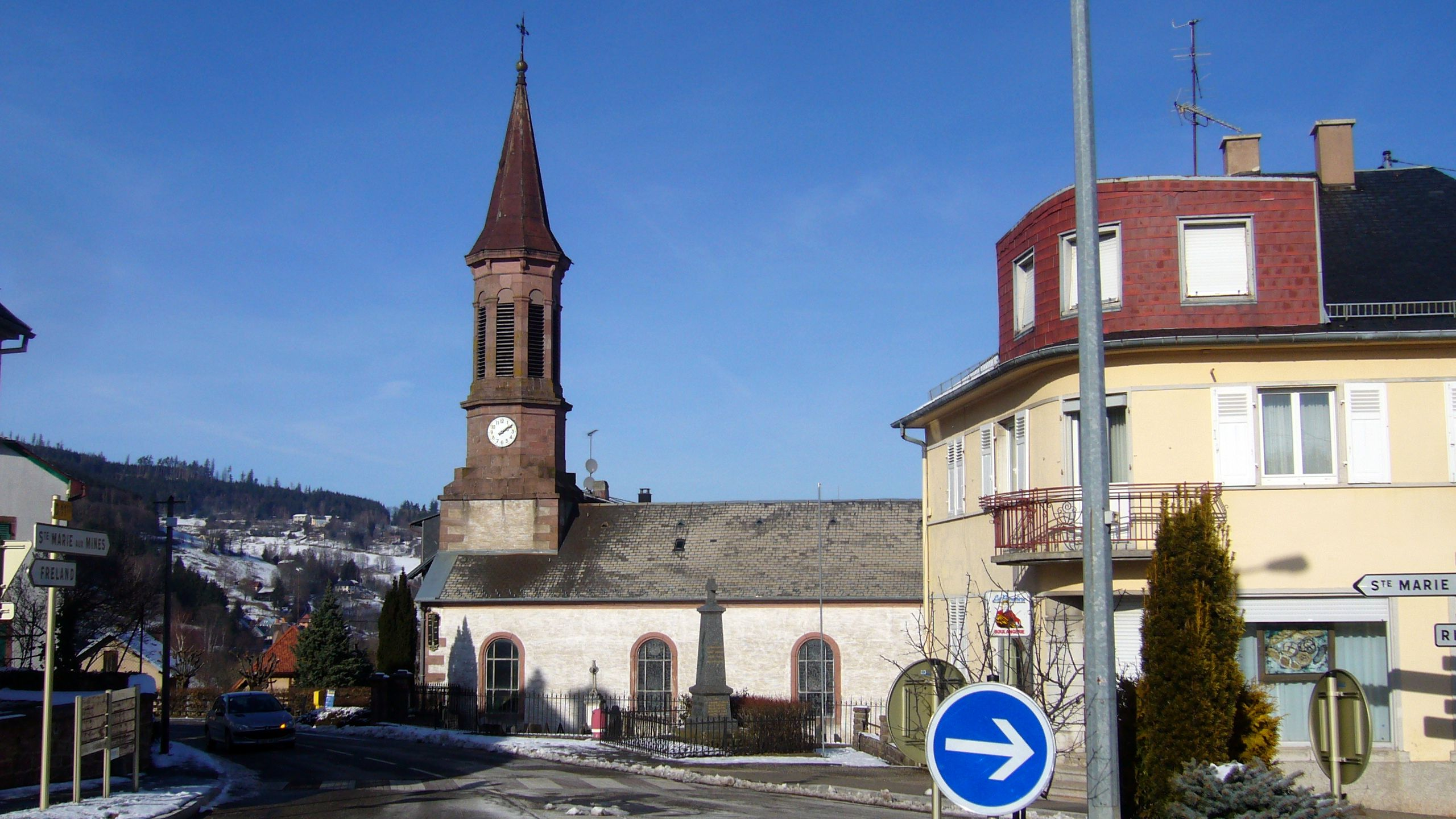
Église catholique Saint Jacques-le-Majeur d'Aubure.

L'église catholique Saint-Jean-le-Majeur abrite un remarquable autel du deuxième quart du XVIIIe siècle qui proviendrait, selon la tradition, de l'abbaye de Pairis, située dans la commune d'Orbey. Présentant un décor sculpté d'une grande qualité, il est fort probable qu'il n'ait pas été commandé pour cette modeste église. La décoration sculptée en relief sur le devant d'autel s'inspire d'une œuvre gravée par Hans Collaert, actif à Anvers au XVIe siècle, qui se serait lui-même inspiré de Michel-Ange. Dès 1686, un texte introduit officiellement le Simultaneum, c'est-à-dire le partage obligatoire de l'église entre les confessions catholiques et protestantes. La première église catholique est construite vers 1720. Le chœur et la sacristie sud datent du XVIIIe siècle, la nef, la sacristie nord et une partie du clocher de 1813, tandis que l'autre partie date de 1859. Le bâtiment actuel est du XIXe siècle. La paroisse dépend du doyenné de Sainte-Marie-aux-Mines tout au long du XIXe siècle, puis de celui de Lapoutroie à partir de 1986,.

##### Temple protestant (1828)

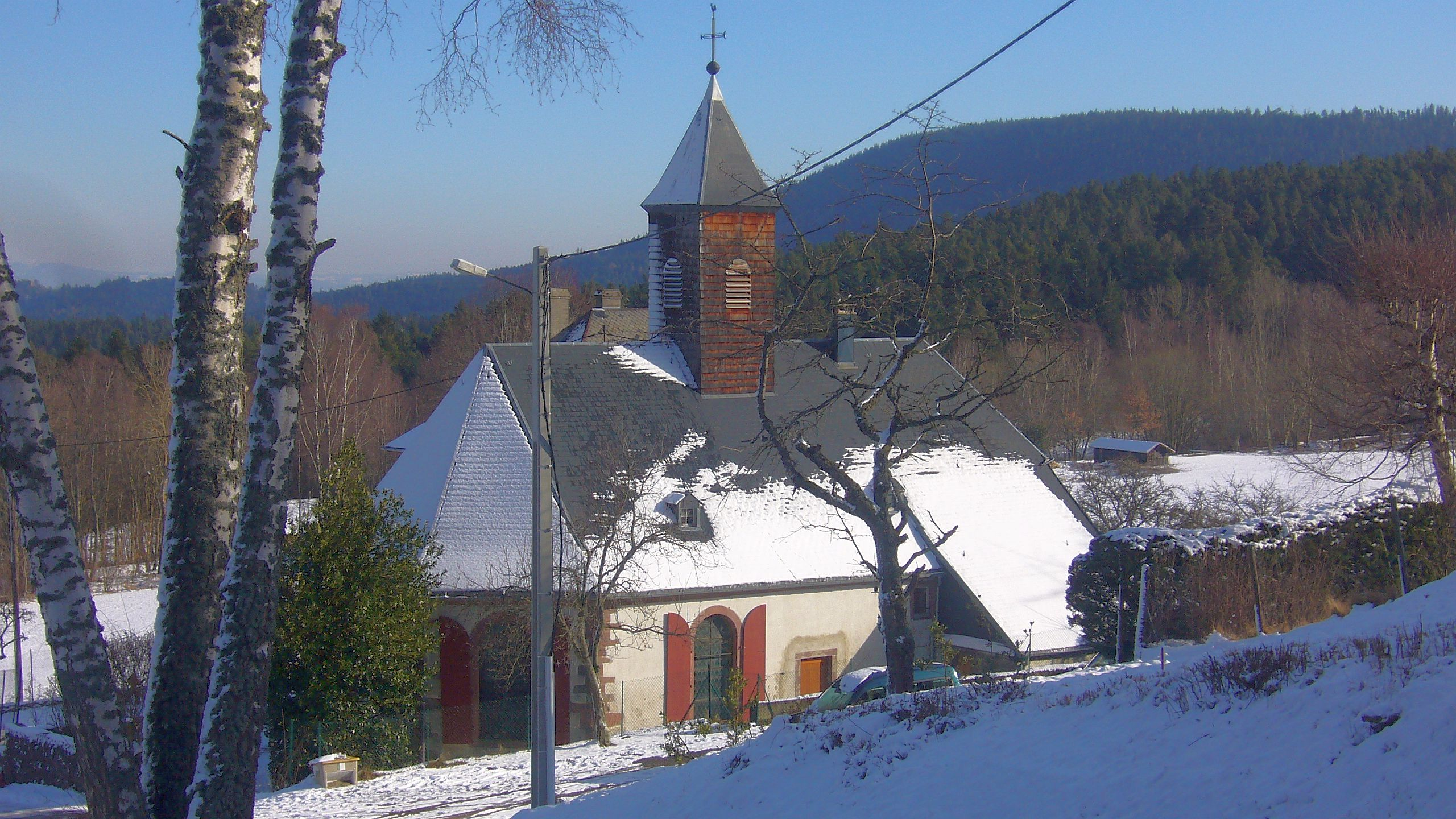
Le temple protestant d'Aubure.

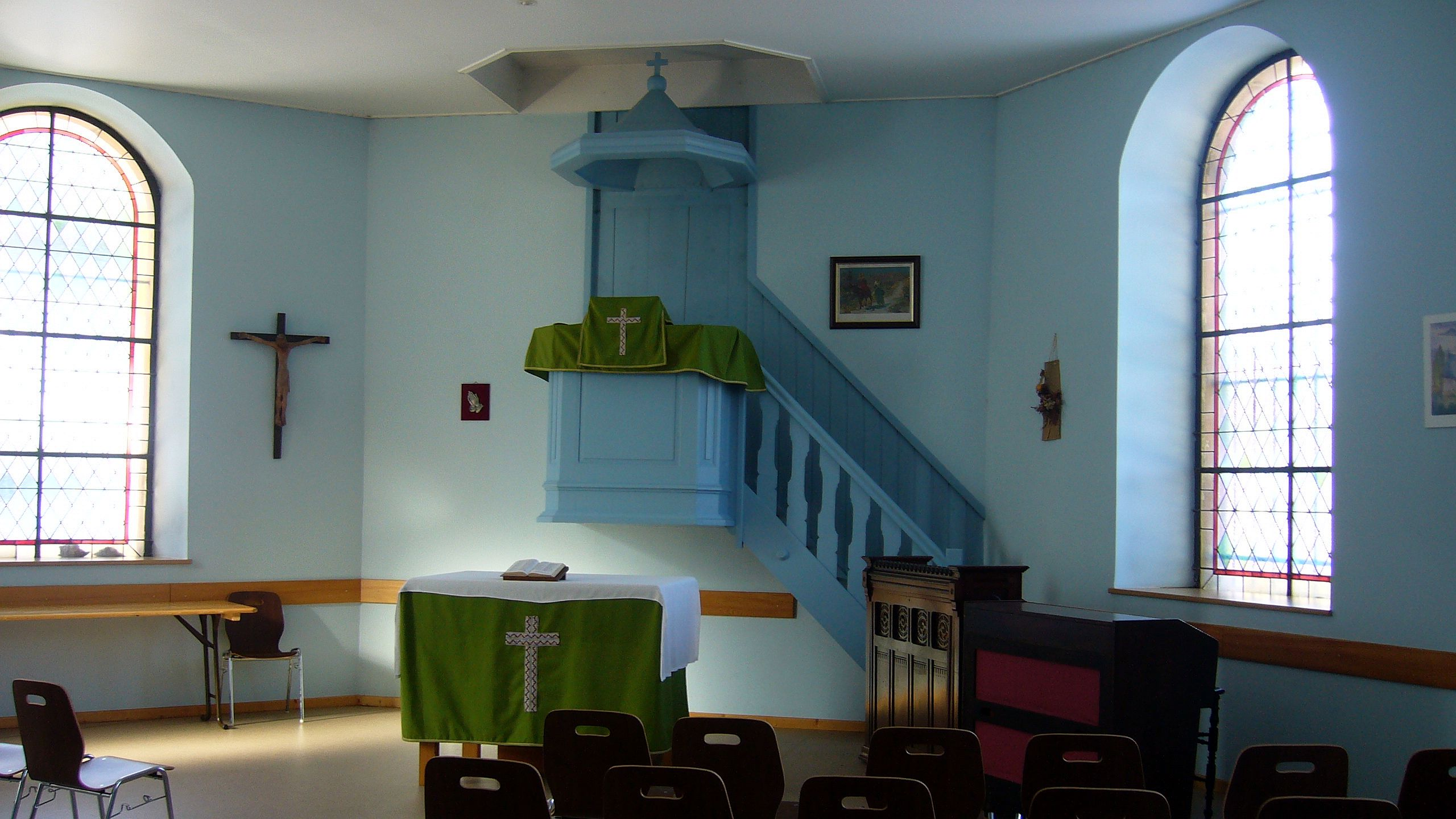
L'intérieur du temple protestant d'Aubure.

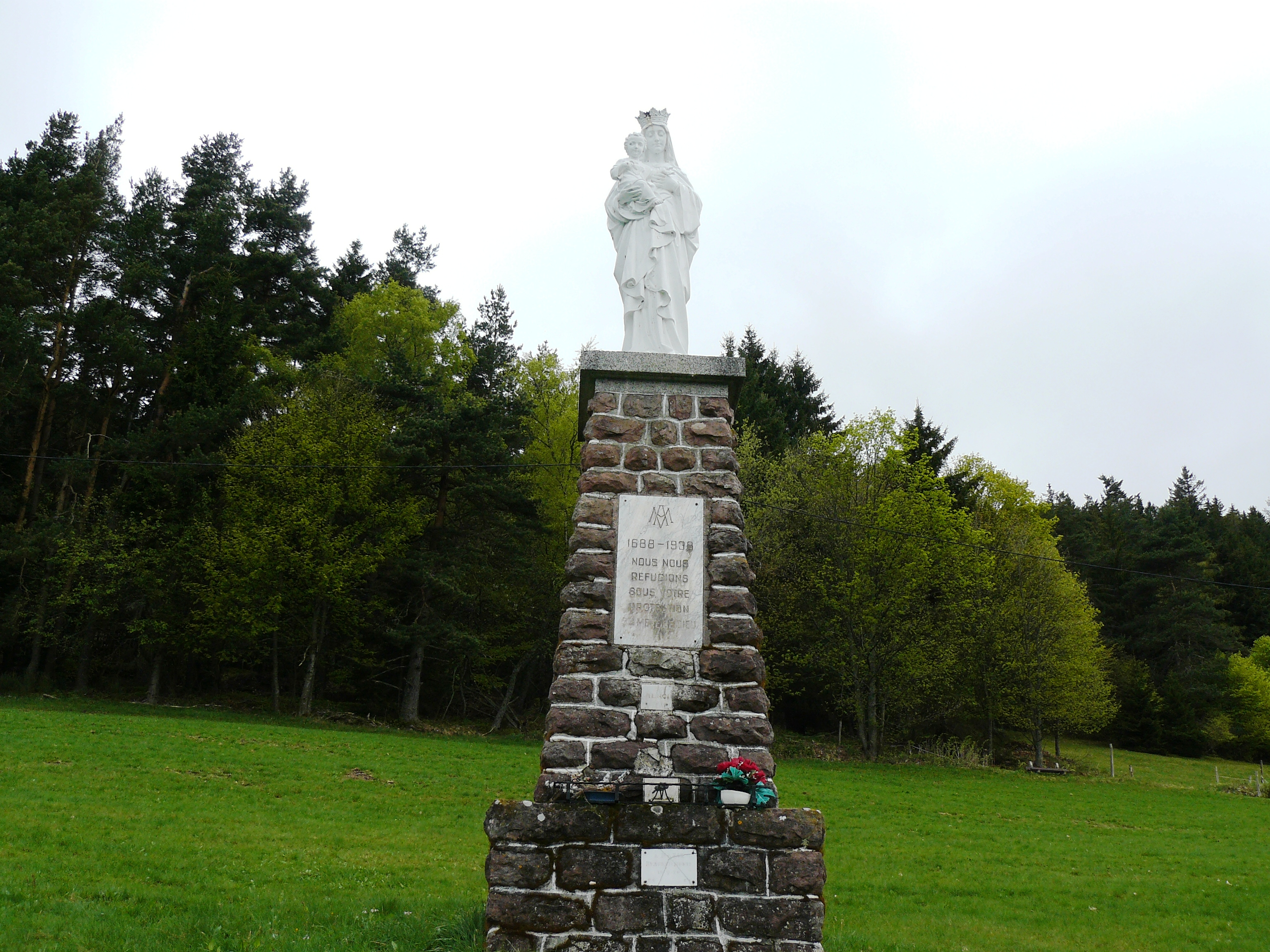
Statue de la Vierge sur la colline d'Aubure.

En 1686, Louis XIV fit fermer le temple aux protestants, mais la religion ne disparut pas pour autant. Après cent quarante et une années d'inexistence forcée, la paroisse protestante d'Aubure se reconstitue officiellement en 1827. Calvinistes et protestants se réunissent en une seule communauté. La construction d'un temple est immédiatement entreprise. Il est consacré le 5 novembre 1828. Par son volume, cet édifice est proche d'une ferme de type vosgienne à laquelle on aurait ajouté un clocher. Il est d'ailleurs accolé à une maison datée de 1731,.

##### Statue de la Vierge dominant le village
La statue de la Vierge se trouve sur une hauteur dominant le village d'Aubure. Elle a été construite sur un terrain appartenant à Jean Baptiste Parmentier qui a offert les terrains à la paroisse catholique. La statue a été érigée à l'occasion du 250e anniversaire de la fondation de l'église. L'inauguration  a eu lieu en 1938 en présence de toute la population d'Aubure et du maire Saturnin Raffner et du curé de la paroisse, André Kloetzler.
Lors des travaux de rénovation de la statue en 1999, on a découvert par hasard un document à l'intérieur d'une bouteille qui se trouvait emmuré dans le socle de la statue. Sur ce document on trouve la signature des paroissiens qui ont contribué par leurs dons à l'édification de ce monument ainsi que les noms du maire, du curé et des membres du conseil municipal. Ce document est actuellement exposé à l'intérieur de l'église catholique du village.

#### Bilstein d'Aubure
Il s'agit d'un château en ruine, à 750 mètres d'altitude situé sur un rocher appelé Schlossberg, entre le col Haut de Ribeauvillé et la vallée de Sainte-Marie-aux-Mines près de la route D 416. Il a été construit au XIIe siècle et fut la propriété de la Maison de Lorraine. Il passe ensuite au commencement du XIIIe siècle aux comtes de Horbourg et par héritage en 1324 aux comtes de Wurtemberg. Assiégé sans succès en 1547, il fut pris en 1636 par les Impériaux commandés par le comte Schlick et détruit. Pour distinguer ce château de celui d'Urbeis (Bas-Rhin) qui porte le même nom, on lui a accolé le nom de château de Bilstein d'Aubure qui fut entièrement détruit en 1636, bien qu'il ne fasse pas partie du ban d'Aubure, mais de celui de Riquewihr,.
Les restes actuels du donjon carré et des tronçons du mur d'enceinte : la tour est accessible, cependant il faut prendre quelques précautions,,,.

### Héraldique
| Blason d'Aubure | Les armes d'Aubure se blasonnent ainsi : « D'argent à un coq de bruyère au naturel posé sur un mont de trois coupeaux de sinople. » |

Trois coupeaux verts représentent les trois vallées de Sainte-Marie-aux-Mines, de Lapoutroie, et de Ribeauvillé, au centre desquelles se trouve Aubure. Le coq de bruyère est un animal qui était autrefois fréquent dans la région, mais qui aujourd'hui est en voie d'extinction.

## Pour approfondir